# 裕津制革厂
裕津制革厂，是1918年成立于中国天津的一家皮革公司。

## 概述
1918年由法国人在天津创办，原名韦良制革厂。后因经营不善售与俄国商人，后又卖给日商大仓组。大仓组又招收华资二十五万元，组成中日合办企业，更名裕津制革厂，经理、技师均为日本人，1934年左右因经营不景气而停工。